# 1 500 mètres féminin aux championnats du monde d'athlétisme en salle 2012
Navigation
2010 2014
Le 1 500 mètres féminin des Championnats du monde en salle 2012 a lieu les 9 et 10 mars dans l'Ataköy Athletics Arena.

## Records et performances

### Records
Les records du 1 500 m femmes (mondial, des championnats et par continent) étaient, avant les championnats 2012, les suivants :
| Record du monde           | Yelena Soboleva    | Russie     | 3 min 58 s 28 | Moscou   | 18 février 2006  |
| Record des championnats   | Gelete Burka       | Éthiopie   | 3 min 59 s 75 | Valence  | 9 mars 2008      |
| Record d'Afrique          | Gelete Burka       | Éthiopie   | 3 min 59 s 75 | Valence  | 9 mars 2008      |
| Record d'Asie             | Maryam Yusuf Jamal | Bahreïn    | 3 min 59 s 79 | Valence  | 9 mars 2008      |
| Record d'Amérique du Nord | Regina Jacobs      | États-Unis | 3 min 59 s 98 | Boston   | 1er février 2003 |
| Record d'Amérique du Sud  | Letitia Vriesde    | Suriname   | 4 min 14 s 05 | Budapest | 12 février 1992  |
| Record d'Europe           | Yelena Soboleva    | Russie     | 3 min 58 s 28 | Moscou   | 18 février 2006  |
| Record d'Océanie          | Sarah Jamieson     | Australie  | 4 min 11 s 08 | Boston   | 7 février 2009   |

### Bilans mondiaux
Les bilans mondiaux avant la compétition étaient :
| 1  | Genzebe Dibaba         | Éthiopie   | 4 min 00 s 13 |
| 2  | Mariem Alaoui Selsouli | Maroc      | 4 min 03 s 67 |
| 3  | Siham Hilali           | Maroc      | 4 min 04 s 53 |
| 4  | Tizita Bogale          | Éthiopie   | 4 min 06 s 01 |
| 5  | Hellen Onsando Obiri   | Kenya      | 4 min 06 s 25 |
| 6  | Anzhelika Shevchenko   | Ukraine    | 4 min 06 s 78 |
| 7  | Jennifer Simpson       | États-Unis | 4 min 07 s 27 |
| 8  | Meskerem Assefa        | Éthiopie   | 4 min 07 s 65 |
| 9  | Shannon Rowbury        | États-Unis | 4 min 07 s 66 |
| 10 | Diana Sujew            | Allemagne  | 4 min 07 s 72 |

## Résultats

### Finale
| Rang               | Athlète                | Nation      | Temps         | Note |
| ------------------ | ---------------------- | ----------- | ------------- | ---- |
| Médaille d'or      | Genzebe Dibaba         | Éthiopie    | 4 min 05 s 78 |      |
| Médaille d'argent  | Mariem Alaoui Selsouli | Maroc       | 4 min 07 s 78 |      |
| Médaille de bronze | Hind Dehiba            | France      | 4 min 10 s 30 |      |
| 4                  | Tizita Bogale          | Éthiopie    | 4 min 10 s 98 |      |
| 5                  | Angelika Cichocka      | Pologne     | 4 min 14 s 57 |      |
| 6                  | Isabel Macías          | Espagne     | 4 min 22 s 40 |      |
| —                  | Elena Arzhakova        | Russie      | DQ            |      |
| —                  | Aslı Çakır Alptekin    | Turquie     | DQ            |      |
| —                  | Natallia Kareiva       | Biélorussie | DQ            |      |

### Séries
| Place | Athlète              | Nation      | Temps         | Note |
| ----- | -------------------- | ----------- | ------------- | ---- |
| 1     | Genzebe Dibaba       | Éthiopie    | 4 min 11 s 17 | Q    |
| 2     | Isabel Macías        | Espagne     | 4 min 11 s 53 | Q    |
| 3     | Siham Hilali         | Maroc       | 4 min 11 s 69 |      |
| 4     | Luiza Gega           | Albanie     | 4 min 13 s 45 |      |
| 5     | Sara Vaughn          | États-Unis  | 4 min 17 s 46 |      |
| 6     | Ioana Doaga          | Roumanie    | 4 min 17 s 50 |      |
| —     | Anzhelika Shevchenko | Ukraine     | DQ            |      |
| —     | Natallia Kareiva     | Biélorussie | DQ            |      |

| Place | Athlète                | Nation     | Temps         | Note |
| ----- | ---------------------- | ---------- | ------------- | ---- |
| 1     | Mariem Alaoui Selsouli | Maroc      | 4 min 08 s 56 | Q    |
| 2     | Hind Dehiba            | France     | 4 min 08 s 78 | Q    |
| 3     | Tizita Bogale          | Éthiopie   | 4 min 08 s 91 | Q    |
| 4     | Angelika Cichocka      | Pologne    | 4 min 09 s 50 | q    |
| 5     | Brenda Martinez        | États-Unis | 4 min 11 s 30 |      |
| —     | Elena Arzhakova        | Russie     | DQ            |      |
| —     | Aslı Çakır Alptekin    | Turquie    | DQ            |      |

## Légende
Records et Performances
- AR : Record continental (area record)
- CR : Record des championnats (championship record)
- MR : Record du meeting (meet record)
- NR : Record national (national record)
- OR : Record olympique (olympic record)
- PR : Record paralympique (paralympic record)
- PB : Record personnel (personal best)
- SB : Meilleure performance personnelle de la saison (season's best)
- WL : Meilleure performance mondiale de l'année (world leader)
- WJR : Record du monde junior (world junior record)
- WR : Record du monde (world record)

Circonstances et Conditions
- DNF : N'a pas terminé (did not finish)
- DNS : N'a pas pris le départ (did not start)
- DQ : Disqualification (disqualification)
- NM : Aucun essai valable enregistré (No Mark)
- Q : Qualifié « directement » au prochain tour (ou à la prochaine compétition), lors d'une compétition majeure, grâce au classement ou à la réalisation des minima (automatic qualifier)
- q : Qualifié au prochain tour (ou à la prochaine compétition), lors d'une compétition majeure, grâce au repêchage ou à la réalisation de l'une des meilleures performances parmi celles des « non qualifiés directement » (grâce au meilleur temps ou à la meilleure distance par exemple) (secondary qualifier)